# 200-as évek
Évszázadok: 2. század – 3. század – 4. század
Évtizedek: 150-es évek – 160-as évek – 170-es évek – 180-as évek – 190-es évek – 200-as évek – 210-es évek – 220-as évek – 230-as évek – 240-es évek – 250-es évek
Évek: 200 201 202 203 204 205 206 207 208 209

## Híres személyek
- Septimius Severus római császár (193-211)